# 陳景行
陈景行（？—1582年），明朝外戚，是明穆宗孝安皇后陈氏的父亲。
陈景行的先祖是建昌（今江西省永修县）人，高祖陈政因军功世袭百户，后调至通州右卫，于是在此安家。陈景行出身将门，喜好读书，二十岁时在生员考试中取得优异成绩。穆宗为裕王，选他的女儿为妃，授予陈景行锦衣卫千户之职。隆庆元年（1567年）二月，陈景行被封为固安伯。陈景行向来恭敬谨慎，每当遇到朝廷派遣祭祀、册封等典礼，必定斋戒后才去办理。在家居住时，用谦逊退让之道告诫诸子。万历十年（1582年），陈景行去世，赠太子太保。太后、皇帝明神宗以及中宫王皇后、潞王朱翊镠、公主都给予了丰厚的助丧财物，人们都以他家为荣耀。他的儿子陈昌言、陈嘉言、陈善言、陈名言，都在锦衣卫任职。陈昌言在陈景行之前去世，陈昌言的儿子陈承恩援引李文全（李太后的兄弟）的先例，请求承袭祖父的封爵。皇帝说：“陈承恩是孙子，李文全是儿子，不能相比。” 于是授予陈承恩都督同知之职。